# Saint-Michel-sur-Rhône
Saint-Michel-sur-Rhône är en kommun i departementet Loire i regionen Auvergne-Rhône-Alpes i centrala Frankrike. Kommunen ligger i kantonen Pélussin som tillhör arrondissementet Saint-Étienne. År 2022 hade Saint-Michel-sur-Rhône 872 invånare.

## Befolkningsutveckling
Antalet invånare i kommunen Saint-Michel-sur-Rhône
| Referens: INSEE |